# HD 787
HD 787，又名BD-18 14，SAO 147144、HR 37，是一颗恒星，视星等为5.25，位于銀經76.32，銀緯-77.1，其B1900.0坐标为赤經0h 7m 4s，赤緯-18° -77.1′ 38″。